# 1277
1277 (MCCLXXVII) a fost un an obișnuit al calendarului gregorian.

## Evenimente
- 21 ianuarie: Bătălia de la Desio: Ottone Visconti, arhiepiscopul de Milano, înfrânge membrii familiei Della Torre; familia Visconti începe să domine în Ducatul de Milano.
- Bătălia de Ngasaunggyan: înfrânt de forțele lui Kublai-han, Imperiul Pagan din Birmania începe să se dezintegreze.
- 15 aprilie: Bătălia de la Elbistan: sultanul mamelucilor Baibars, în cadrul unei invazii asupra sultanatului selgiucid de Rum, înfrânge o armată a mongolilor.
- 12 mai: Mehmed, beyul de Karaman (în Cilicia, ocupă Konya.

### Nedatate
- Anatolia trece sub protectoratul ilhanizilor din Iran.
- Conducătorul galez Llywelyn ap Gruffyd este înfrânt de regele Eduard I al Angliei; acesta din urmă supune Țara Galilor.
- Mare răscoală țărănească în Bulgaria, sub conducerea lui Ivailo.
- Mongolii cuceresc Canton; ultimul împărat al dinastiei Song reușește să fugă.
- Qaidu, conducătorul șefilor mongoli revoltați împotriva lui Kublai-han, este înfrânt și se retrage în regiunea Irtâș.

## Arte, științe, literatură și filosofie
- 7 martie: Doctrina filosofică a lui Averroes (susținută de Siger de Brabant) este interzisă la Universitatea din Paris.
- Începe construcția catedralei din Arezzo, în Italia.

## Nașteri
- Galeazzo I Visconti, viitor senior de Milano (d. 1328)

## Decese
- 1 mai: Ștefan Uroš I, rege al Serbiei (n. 1220)
- 20 mai: Ioan al XXI-lea, papă (n. 1205)
- 1 iulie: Baibars, sultan al mamelucilor din Egipt și Siria (n. 1223)
- 17 octombrie: Mastino della Scala, condottier italian și senior al Veronei (n. ?)
- Constantin Tich Asan, țar al Bulgariei (n. ?)

## Înscăunări
- 25 noiembrie: Nicolae al III-lea, papă.